# Shōda Shinoe
Shōda Shinoe (jap. 正田 篠枝; * 1910 in Hiroshima; † 1965) war eine japanische Dichterin.
1928 war sie Absolventin der Mädchenschule Aki. Ihre Arbeiten, vor allem Poesie Tanka, befassen sich thematisch mit dem Atombombenabwurf auf Hiroshima, von dem sie selbst als Hibakusha  betroffen war und in deren Folge sie 1965 an der „Atombombenkrankheit“ (Brustkrebs) starb.

## Werke
- 1947 Sange
- 1962 Miminari genbatsu kajin no techō (耳鳴り―原爆歌人の手記)
- 1966 Sarusuberi
- 1969 Dokyumento Nihonjin (Reiko, Chanchako bachan)